# まいど!音楽ラスベガス
『まいど!音楽ラスベガス』（まいど おんがくラスベガス）は、1994年10月2日から1995年9月24日までテレビ朝日系列局で毎週日曜日 15:25 - 15:55 (JST) に放送された音楽番組。

## 概要
森脇健児が司会を務めた音楽番組で、架空のカジノ「カジノMy-Do!」を舞台に、複数のゲスト歌手がゲームに挑戦していた。
番組は1995年9月に終了し、1975年10月の『せんみつのJOYJOYスタジオ』から実に20年間続いたテレビ朝日日曜昼の音楽バラエティー番組は廃枠・終了となった。
この番組の終了後、テレビ朝日の日曜午後3時台後半は単発特別番組枠『日曜ワイド→スペシャルサンデー』（15:30-17:25）となった。そして、単発で好評を博した『路線バスで寄り道の旅』が2015年4月からレギュラー放送されることとなり、19年半ぶりにレギュラー枠が復活することとなった。

## ネット局
朝日放送（ABC）では一貫して放送されなかった。名古屋テレビ（NBN）は途中まで放送。それ以外の系列局は不明。

## スタッフ
- 構成：鈴木桂、池田裕幾
- ディレクター：松本基弘、松井英光
- プロデューサー：深山典久
- 制作著作：テレビ朝日

| テレビ朝日 日曜昼の音楽番組                                | テレビ朝日 日曜昼の音楽番組                      | テレビ朝日 日曜昼の音楽番組                                               |
| 前番組                                                     | 番組名                                           | 次番組                                                                    |
| ---------------------------------------------------------- | ------------------------------------------------ | ------------------------------------------------------------------------- |
| 歌謡びんびんハウス （1986年10月 - 1994年9月）              | まいど!音楽ラスベガス （1994年10月 - 1995年9月） | 廃枠                                                                      |
| テレビ朝日 日曜15:25 - 15:30                               |                                                  |                                                                           |
| 日曜ワイド・第1部 （1991年4月 - 1994年9月） ※14:30 - 15:55 | まいど!音楽ラスベガス （1994年10月 - 1995年9月） | ANNニュース （1995年10月 - 2015年3月）                                    |
| テレビ朝日 日曜15:30 - 15:55                               |                                                  |                                                                           |
| 日曜ワイド・第1部 （1991年4月 - 1994年9月） ※14:30 - 15:55 | まいど!音楽ラスベガス （1994年10月 - 1995年9月） | 日曜ワイド ↓ スペシャルサンデー （1995年10月 - 2015年3月） ※15:30 - 17:25 |